# Brand des Ozone Nachtclubs

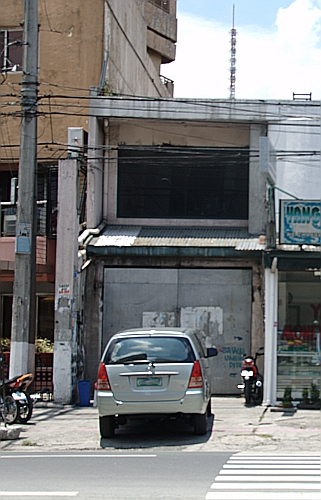
Ehemaliges Gebäude der Ozone Disco in der Timog Avenue (2008)

Der Brand des Ozone Nachtclubs am späten Abend des 18. März 1996 in der Diskothek Ozone Disco Club in Quezon City, Metro Manila, Philippinen, gilt als die schlimmste Diskothek-Tragödie in der philippinischen Geschichte und zählt zu den Nachtclubbränden mit den meisten Opfern weltweit. Mindestens 162 Menschen kamen ums Leben und etwa 95 wurden verletzt. Hauptsächlich waren es Schülerinnen und Studenten, die ihren Schulabschluss feierten. Ausgelöst wurde das Feuer mutmaßlich durch einen elektrischen Defekt.

## Hintergrund
Das Gebäude in der Timog Avenue wurde ursprünglich ab 1978 als Jazz Club genutzt. 1991 übernahm die Westwood Entertainment Company das Objekt und eröffnete dort die Ozone Disco, die schnell bei jungen Erwachsenen beliebt wurde.

## Brandverlauf
Gegen 23:35 Uhr schlugen zuerst Funken in der Nähe der DJ-Bühne auf, offenbar ausgelöst durch defekte Elektrik oder überlastete Leitungen. Kurz darauf fiel die Stromversorgung aus und Rauch breitete sich rasch aus. Viele Gäste verwechselten den aufkommenden Rauch mit einem Nebeleffekt und einem  Lichteffekt der Installation. Das Feuer breitete sich durch die leicht brennbare Dekoration schnell aus. Gäste drängten in einen einzigen engen Fluchtweg, was zu einem tödlichen Gedränge führte.

## Sicherheitsmängel und Ursachen des Ausmaßes
Mehrere Faktoren trugen zum verheerenden Ausgang bei:
- Die einzige Tür öffnete nach innen und war während des Unglücks blockiert oder verschlossen.
- Es fehlten Feueralarme, Notbeleuchtung und ein Evakuierungsplan.
- Der Club war mit circa 350 Gästen überbelegt, obwohl die Kapazität auf circa 35 Personen begrenzt war.

## Ermittlungen und rechtliche Folgen
2001 verurteilte ein Gericht den Clubbesitzer Hermilo Ocampo und den Angestellten Ramon Ng wegen grober Fahrlässigkeit zu je vier Jahren Freiheitsstrafe und einer Geldstrafe über 25 Mio. Pesos. 
2014 fällte ein Appellationsgericht gegen mehrere Beamte der Stadt Quezon City weitere Urteile – mit bis zu zehn Jahren Haft für Amtsmissbrauch bei Genehmigungen. Insgesamt wurden neun Personen verurteilt und lebenslang von öffentlichen Ämtern ausgeschlossen. 

## Der Ort der Katastrophe heute
Das ursprüngliche Gebäude stand seit der Brandkatastrophe leer und wurde erst 2015 abgerissen. Heute steht dort eine Fastfood-Filiale und ein Denkmal. Am Ort der Katastrophe erinnert keine Gedenktafel an den Brand.